# Giovanni Lista
Giovanni Lista (Castiglione del Lago, 13 febbraio 1943) è un saggista, storico dell'arte e critico d'arte italiano.

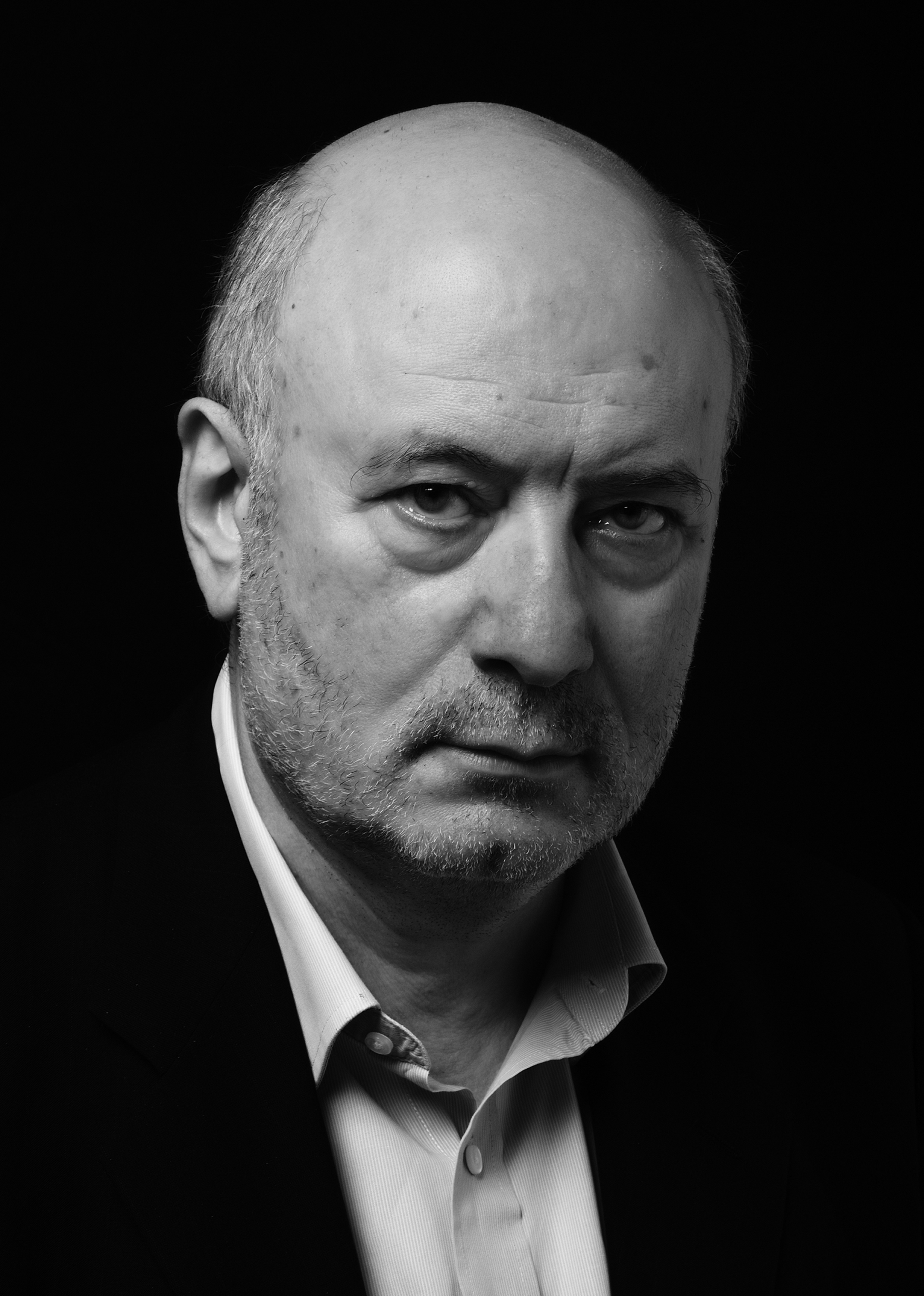
Giovanni Lista (2009), Photo Paolo Aldi.

È specializzato nella cultura artistica degli anni venti, in particolare nel futurismo.

## Biografia
Compie gli studi universitari in Italia e in Francia, e si stabilisce definitivamente a Parigi nel febbraio del 1970.
Docente universitario, nel 1974 diventa ricercatore al C.N.R.S. (Centre National de la Recherche Scientifique). Dopo aver collaborato ai laboratori di ricerca diretti da Denis Bablet e Louis Marin, nel 1992 è nominato direttore di ricerca. Nel 1988 fonda la rivista Ligeia, dossiers sur l'art, il cui nome si avvale del mito della sirena greca citata da Platone.
Tra il 1973 e il 1988 traduce in francese gli scritti di Filippo Tommaso Marinetti, Luigi Russolo e Umberto Boccioni, le sintesi teatrali, i testi teorici e i manifesti futuristi, pubblicando raccolte sull'avanguardia italiana.
Nel 1976 pubblica una biografia su Filippo Tommaso Marinetti, approfondendo la distinzione tra “futurismo e marinettismo” formulata dai futuristi fiorentini. Nel 1979 studia il repertorio delle innovazioni postali dei futuristi: l'“arte postale futurista”, rivendicando l'invenzione della Mail Art da parte delle avanguardie degli anni venti. Tratta l'argomento in pubblicazioni e in una serie di mostre (Parigi, Modena, Colonia, Tokyo, New York, Londra, Firenze) dal 1981 al 2009, commentando in particolare la specificità dell'elaborazione estetica futurista nei campi della foto-performance, del foto-collage e del fotomontaggio ottenuto per stratificazione di più negativi.
Nel 1982 e 1984 pubblica, in due volumi, il catalogo generale dell'opera di Giacomo Balla, artista futurista del quale cura in seguito una retrospettiva (Milano, 2008). Nel 1983 riunisce, nel libro De Chirico et l'avant-garde, una documentazione epistolare sui rapporti tra artisti italiani e francesi.
Nel 1985 pubblica Le Futurisme, una panoramica generale nella quale ribadisce il suo rifiuto della formula del “secondo futurismo”, utilizzata in Italia per indicare il periodo che segue la morte di Boccioni, e propone una nuova suddivisione storiografica - in decenni – delle diverse ricerche del movimento futurista: il “dinamismo plastico” degli anni dieci, l'“arte meccanica” degli anni venti, l'“aero-estetica” degli anni trenta.
Nel 1994 dedica un saggio biografico a Loïe Fuller, analizzandone la danza multimediale come anticipazione dell'estetica futurista del movimento. Realizza inoltre il film di montaggio Loïe Fuller et ses imitatrices. Nello stesso anno pubblica un saggio su Medardo Rosso.
Nel 1997, con il libro La scène moderne, encyclopédie mondiale des arts du spectacle dans la seconde moitié du XXe siècle (1945-1995) presenta un ampio studio delle diverse forme visive della creazione scenica all'interno della moderna civiltà dell'immagine. Definisce un repertorio non solo del rinnovamento delle categorie tradizionali quali l'opera, il balletto, la danza, la marionetta, il circo, ma anche delle nuove forme espressive, dalla performance allo spettacolo multimediale, dal teatro danzato al teatro d'artista.
Nel 2001 intraprende l'analisi del cinema futurista, e ne propone l'approfondimento e la scoperta organizzando tre grandi retrospettive (Rovereto, Barcellona, Parigi, 2001-2009). Nello stesso anno pubblica Le Futurisme: création et avant-garde.
Nel 2005 pubblica il saggio Dada libertin & libertaire mettendo in evidenza come il carattere proteiforme del dadaismo sia riconducibile al libertinaggio filosofico inteso come fonte ideologica del Dada. Nel 2009 organizza a Milano la retrospettiva che celebra il Centenario della fondazione del movimento futurista. Vi ripropone la propria classificazione storiografica del futurismo.
Nel 2011 pubblica il libro La Stella d’Italia, volume sulle origini e la storia del mito della Stella Veneris, simbolo identitario della terra italiana fin dai tempi di Roma antica. Qui riunisce inoltre un apparato iconografico (opere d'arte, monumenti, manifesti, oggetti decorativi ecc.) sulla rappresentazione allegorica tradizionale dell'Italia: una figura di donna avvolta in drappeggi, che porta sul capo una corona muraria sormontata da una stella.
Tra il 2012 e il 2013 pubblica due saggi, il primo su Enrico Prampolini, l'artista che ha svolto un grande ruolo nell'affermazione dell'aeropittura futurista, il secondo sull'"Uomo di Vitruvio" di Leonardo da Vinci e la reinterpretazione di questo modello esemplare della figura umana che hanno attuato gli artisti d'avanguardia : i futuristi, i cubo-futuristi, gli espressionisti, ma anche i neo-classicisti del "ritorno all'ordine" degli anni trenta o gli artisti contemporanei, tra cui Pistoletto, Nam June Paik, Dieter Appelt, Ontani, Arnold Skip.

## Premi e riconoscimenti
Ha ricevuto nel 1989 il « Prix Georges Jamati » per il miglior saggio sul teatro, le arti e le scienze sociali pubblicato in Francia. Nel 2002 ottiene il “Premio Filmcritica” per il miglior saggio sul cinema e la fotografia pubblicato in Italia. Lo stesso anno gli viene attribuito il “Premio Giubbe Rosse” per il miglior saggio di biografia letteraria. Nel 2010 riceve la "Medaglia d'argento dell'Accademia Veneta" per la lectio magistralis tenuta all'Accademia di Belle Arti di Venezia. In Francia, nell'aprile 2011, il Ministro della Cultura Frédéric Mitterrand gli ha conferito il titolo di Cavaliere dell'Ordine delle Arti e delle Lettere. In Italia, nel giugno 2011, il présidente Giorgio Napolitano gli ha conferito il titolo di Cavaliere dell'Ordine al Merito della Repubblica Italiana.

## Pubblicazioni
- F. T. Marinetti, Éditions Seghers, Paris, 1976
- Marinetti et le futurisme, Éditions L'Âge d'Homme, Lausanne, 1977
- Futurismo e fotografia, Edizioni Multhipla, Milano, 1979
- L'Art postal futuriste, Jean-Michel Place Éditeur, Paris, 1979 ISBN 978-2-85893-025-8
- Arte e Politica: il futurismo di sinistra in Italia, Edizioni Multhipla, Milano, 1980; ristampato da Mudima, Milano, 2009 ISBN 88-86072-48-1
- Balla, catalogo generale dell'opera, vol. I, Edizioni della Galleria Fonte d'Abisso, Modena, 1982; vol. II, Éditions L'Âge d'Homme, Lausanne, 1984
- Le Livre futuriste-Il libro futurista, Panini, Modena-Paris, 1984 ISBN 88-7686-035-5
- Futurism, Art Data, 1986. ISBN 0-948835-05-2 (in it., Il Futurismo, Jaca Book, Milano, 1986. ISBN 88-16-61003-4)
- Dal futurismo all'immaginismo: Vinicio Paladini, Edizioni del Cavaliere Azzurro, Bologna, 1988
- La Scène futuriste, Ed. du C.N.R.S., Paris, 1989 ISBN 2-222-04191-0
- De Chirico et l'avant-garde, Éditions L'Âge d'Homme, Lausanne, 1990 ISBN 2-8251-2413-3
- Lo Spettacolo futurista, Cantini, Firenze, 1990
- Medardo Rosso, destin d'un sculpteur (1858-1928), L'Échoppe, Paris, 1994 ISBN 978-2-84068-043-7; nuova edizione accresciuta Medardo Rosso, scultura e fotografia, 5 Continenti, Milano, 2004
- Loïe Fuller, danseuse de la Belle Époque, Éditions Stock-Somogy, Paris, 1994; nuova edizione accresciuta Éditions Hermann, Paris, 2007 ISBN 978-2-7056-6625-5
- Marinetti, l'anarchiste du Futurisme, Séguier, Paris, 1995
- La Scène moderne - Encyclopédie mondiale des arts du spectacle dans la seconde moitié du XXe siècle, Actes Sud, Arles-Paris, 1997 ISBN 2-908393-41-7
- Futurism and Photography, Merrell Publishers, Londres, 2001
- Le Futurisme : Une avant-garde radicale, Gallimard, coll. «Découvertes Gallimard» (nº 533), Paris, 2008, ISBN 9782070355556
- Le Futurisme: création et avant-garde, L'Amateur, Paris, 2001 ISBN 978-2-85917-322-7; tradotto in Italia con un rilevante dossier iconografico: Futurismo: la rivolta dell'avanguardia, SilvanaEditoriale, Milano, 2008
- Cinema e fotografia futurista, Edizioni Skira, Milan, 2001; traduzione con testo accresciuto in Francia: Skira-Flammarion, Paris, 2008 ISBN 978-2-08-121828-4
- Dada libertin & libertaire, L'Insolite, Paris, 2005 ISBN 978-2-916054-01-8
- Arte Povera, Cinq Continents, Milano, 2006 ISBN 88-7439-191-9
- Journal des Futurismes, Éd. Hazan, Paris, 2008 ISBN 978-2-7541-0208-7
- Le Cinéma futuriste, Éd. du Centre Pompidou-Les Cahiers de Paris Expérimental, Paris, 2008 ISBN 978-2-912539-37-3
- Giorgio De Chirico, Hazan, Paris, 2009 ISBN 978-2-7541-0287-2
- Luigi Russolo e la musica futurista, Mudima, Milano, 2009 ISBN 978-88-96817-00-1
- Il Cinema futurista, Le Mani-Microart's Edizioni, Genova, 2010 ISSN 1824-1417
- La Stella d’Italia, Mudima, Milano, 2010 ISBN 978-88-96817-06-3
- Da Leonardo a Boccioni : l'Uomo vitruviano e l'arte moderna, Mudima, Milano, 2012 ISBN 978-88-86072-62-5
- Lo Sperma nero, Nuova versione accresciuta, con postfazione di Vittorio Sgarbi : Edizioni Nerosubianco, Cuneo, 2013 ISBN 978-88-98007-33-2
- Enrico Prampolini, futurista europeo, Carocci, Roma, 2013 ISBN 978-88-430-6948-4
- Le Futurisme, textes et manifestes, 1909-1944, Éditions Champ Vallon, Ceyzérieux, 2015 ISBN 979-10-267-0010-4
- Futurismo e fotografia, Edizioni Carla Sozzani, Milan, 2015 ISBN 978 88 79 42 856-9
- Qu'est-ce que le futurisme ? / Dictionnaire des futuristes, Gallimard, Paris, 1915 ISBN 9782070450800
- Pinocchio nell’arte, Mudima, Milan, 2017 ISBN 978-88-99925-14-7
- La Sculpture moderne, du primitivisme aux avant-gardes, Editions Ligeia, Paris, 2018 ISBN 978-2-9542822-3-7
- Giorgio De Chirico et l’invention du mannequin abstrait, Éditions L’Échoppe, Paris, 2020 ISBN 978-2-84068-313-1